# Alger Chaîne 3
 (février 2014).
Alger Chaîne 3  est une radio algérienne généraliste d’expression française qui fait partie de l’organisme Radio algérienne. Elle diffuse principalement des émissions d’information et de sport.

## Histoire
Radio Chaîne 3 a été créée le 26 avril 1926 pendant la colonisation française, sous le nom de Radio Alger puis sous le nom de Alger - France V.
Son directeur est Nazim Aziri depuis le 30 octobre 2019.

## Émissions
La chaîne propose de nombreuses émissions parmi lesquelles, :
- Invité de la Rédaction : par Souhila Elhachemi
- Histoire en marche : par Meriem Abdou
- Football Magazine : par Maamar Djebbour
- Grain de sel : par Ayed Thouraya
- Papier Bavard : par Youcef Saieh
- Va savoir : par Hayet Eddine-Khaldi, Sihem Kennouche, Hakim Bey et Djamel Benallegue.
- Diwane : par Amel Feddi
- 100 % Culturel : par Khaoua Zine
- Black & Blue : par Adnane Ferdjioui
- Voix d'Algérie : par Camila Bouteldja
- Yades : par Mehdi Adjaout
- Shazam : par Redha Menassel.

## Animateurs et chroniqueurs
Les animateurs de Radio Chaine 3 sont:
- Hayet Eddine-Khaldi
- Samira Chouadria
- Thouraya Ayad
- Youssef Saiah
- Lynda Tamdrari
- Maâmar Djebbour
- Meriem Abdou
- Nedjib Idriss
- Badia Haddad
- Amel Feddi
- Souhila Elhachemi
- Maamar Djebbour
- Redha Menassel
- Ayed Thouraya
- Adnane Ferdjioui
- Camila Bouteldja
- Mehdi Adjaoud
- Redouane Bendali

Les chroniqueurs de Radio Chaine 3' sont:
- Djamel Benalegue
- Samy Bouchaib
- Sihem Kennouche

## Diffusion

### Grandes ondes (GO)
Alger Chaîne 3 est diffusée en grandes ondes (GO) sur 252 kHz par l'Émetteur de Tipaza qui permet à la station d'être captée sur tout le territoire algérien, au Maroc et en Tunisie. Avec cet émetteur, Alger Chaîne 3 peut être également reçue dans plusieurs pays d'Europe, notamment en Espagne, France, Italie, Monaco et jusqu'en Belgique.

### Moyenne fréquence (MF)
Alger Chaîne 3 est diffusée également en moyenne fréquence (MF) sur 1 422 kHz.

### FM
Alger Chaîne 3 dispose d'une couverture FM quasiment nationale en Algérie.

### Radio numérique terrestre (RNT)
Alger Chaîne 3 diffuse ses programmes en numérique, à Tamentfoust près d'Alger sur le 176,64 MHz, sur le canal 5B, avec 630 watts. Elle ne couvre alors que la capitale du pays en temps normal.

### Autres moyens de diffusion
Alger Chaîne 3 est diffusée en clair sur le satellite Hot Bird 13° Est, la diffusion vers le satellite est gérée par la société de Télédiffusion d'Algérie. 
Et sur internet qui permet son écoute en streaming (en direct) et propose de nombreux podcasts gratuits. Alger Chaîne 3 est également disponible sur la plupart des postes de radio Internet en streaming.